# Eriocaulon schiedeanum
Eriocaulon schiedeanum är en gräsväxtart som beskrevs av Friedrich August Körnicke. Eriocaulon schiedeanum ingår i släktet Eriocaulon och familjen Eriocaulaceae. Inga underarter finns listade i Catalogue of Life.